# Psilotreta albogera
Psilotreta albogera är en nattsländeart som beskrevs av Wolfram Mey 1997. Psilotreta albogera ingår i släktet Psilotreta och familjen böjrörsnattsländor. Inga underarter finns listade i Catalogue of Life.